# Владислав Ярніцький
Владислав Ярніцький (пол. Władysław Jarnicki) — польський історик і письменник.

## Публікації
Окрім історичних праць публікував, зокрема, міліційні романи.
- «Рудий» залишає слід (1960)[1]
- Три білі гвоздики (1962)[2]
- Лавандовий слід (1963)
- У погоні за Бурлакою (1967)
- Випалена земля (Wydawnictwo Lubelskie, 1970)[3][4]